# Doryphoribius mcinnesae
Espèce
Doryphoribius mcinnesae est une espèce de tardigrades de la famille des Isohypsibiidae.

## Distribution
Cette espèce est endémique du Fujian en Chine. Elle se rencontre dans les monts Wuyi.

## Étymologie
Cette espèce est nommée en l'honneur de Sandra J. McInnes.

## Publication originale
- Meng, Sun & Li, 2014 : A new species of the genus Doryphoribius (Eutardigrada: Isohypsibiidae) from China. Proceedings of the Biological Society of Washington, vol. 127, no 3, p. 510-517.